# Alton, Illinois
Alton är en stad i Madison County i Illinois i USA, ungefär 30 kilometer norr om Saint Louis i Missouri. Staden har en yta på 43,0 km² och en befolkning på 34 511 (enligt folkräkningen 2006). Den är belägen på Mississippifloden ovanför Missouriflodens mynning i den förra. Större delen av staden är belägen på branterna med utsikt över floddalen. Alton grundades 1818.

## Kända personer från Alton
- Miles Davis, jazzmusiker
- Ezekiel Elliott, utövare av amerikansk fotboll
- Mary Beth Hughes, skådespelare
- Carlyle August Luer, botaniker
- Dakota Mermis, ishockeyspelare
- Christina Romer, nationalekonom
- Charles Whittlesey, arkitekt